# مجمع اللغة العربية بدمشق
مَجْمَعُ اللُّغةِ العَرَبيَّةِ بدِمَشق، عُرف سابقاً باسم المجمع العلمي العربي حتى سنة 1960م، هو أقدم مَجمَع للُّغة العربيَّة في الوطن العربي؛ تأسَّس في عهد حكومة الملك فيصل سنة 1919م في الثامن من حَزِيران في سوريا للنهوض باللُّغة العربيَّة. وكان له أثرٌ كبير في تعريب مؤسسات الدَّولة وهيئاتها، وتعريب التَّعليم، وإنشاء المدارس الأولى في سوريا والدُّول العربيَّة. وهو مَجمَع أكاديمي يتألف من عشرين عضوًا من علماء اللُّغة العربيَّة في سوريا والمتخصِّصين بها والمَعنيِّين بها من ذوي التخصُّصات العلمية، يشكلون عدَّة لجان؛ كلجنة المخطوطات وإحياء التراث، ولجنة المصطلحات، ولجنة اللَّهَجات العربيَّة المُعاصِرة. وهو عضو في اتحاد المجامع اللُّغوية العِلمية العربيَّة.

## تاريخه
كان المجمع العلمي العربي يعرف لأول مرة بالشعبة الأولى للترجمة والتأليف، التي أسست على إثر تأليف الحكومة العربية في أواخر خريف سنة 1918م، ثم جعلت هذه الشعبة ديوان المعارف وعين الأستاذ محمد كرد علي رئيسًا لها في 12 شباط 1919م موكولاً إليها النظر في أمور المعارف والتأليف، وتأسيس دار آثار، والعناية بالمكتبات ولا سيما دار الكتب الظاهرية. ثم انقلب هذا الديوان بأعضائه الثمانية (أمين سويد، أنيس سلوم، سعيد الكرمي، عبد القادر المغربي، عيسى إسكندر معلوف، متري قندلفت، عز الدين التنوخي، الشيخ طاهر الجزائري) ورئيسه إلى مجمع علمي في 8 حزيران 1919م، وأخذ على نفسه النظر في إصلاح اللغة، ووضْع ألفاظ للمستحدثات العصرية، وتنقيح الكتب، وإحياء المهم مما خلفه الأسلاف منها، والتنشيط على التأليف والتعريب.
اندمج المجمع العلمي العربي مع مجمع اللغة العربية بالقاهرة سنة 1960م عند قيام الوحدة المصرية السورية تحت اسم الجمهورية العربية المتحدة وأصبح اسمه «مجمع اللغة العربية بدمشق»، ثم عاد الكيانان مستقلين بعد تصدع الوحدة بين البلدين عام 1961م.

## رؤساؤه
ترأس المجمع عبر تاريخه عدد من أعلام سورية وعلمائها وهم على التوالي الأساتذة:
1. محمد كرد علي (1919- 1953)، وتولَّى سعيد الكَرْمي رئاسة المجمع (1920- 1922).[4]
2. خليل مردم بك (1953- 1959).
3. مصطفى الشهابي (1959- 1968).
4. حسني سبح (1968- 1986).
5. شاكر الفحام (1986- 2008).
6. مروان المحاسني (2008- 20 آذار 2022).
7. محمود أحمد السيد (1 يونيو 2022 - حتى الآن).

## مقره
كان المجمع أوَّلاً يعقد جلساته في إحدى الغرف العلوية من دار الحكومة. ثمّ بعد إصلاح قسم من مبنى المدرسة العادلية، نقل إدارته إليها وعقد أول جلساته فيها في /30/ تموز سنة 1919م، و/3/ ذي القعدة سنة 1337هـ.
في العام 1980 انتقل المجمع إلى مقره الجديد في حيّ المالكي بدمشق.

## إصداراته
يصدر مجمع اللُّغة العربيَّة بدمشق مجلة فصلية تعنى بشؤون اللغة العربية وما يتعلق بها وأخبار اتحاد مجامع اللغة العربية، ومن أهداف المجمع:
1. بحث قضايا اللُّغة العربية.
2. إصدار المعاجم اللَّغوية.
3. المصطلحات العلمية اللَّغوية.
4. العناية وإحياء التراث.
5. النهوض بالُّلغة العربيَّة.
6. إصدار الدوريات.

## وصلات خارجية
- مجمع اللغة العربية بدمشق.. نهوض باللغة وإحياء للتراث
- الموقع الإلكتروني الرسمي للمجمع